# 多脉榆
多脉榆（学名：Ulmus castaneifolia）是榆科榆属的植物，为中国的特有植物。分布在中国大陆的湖南、福建、江西、贵州、广西、湖北、云南、浙江、安徽、四川、广东等地，生长于海拔500米至1,600米的地区，一般生于山地和山谷的阔叶林中，目前尚未由人工引种栽培。

## 别名
锈毛榆（南林学报）